# Cham Āb
Cham Āb (persiska: چم آب) är en ort i Iran.   Den ligger i provinsen Ilam, i den västra delen av landet, 500 km väster om huvudstaden Teheran. Cham Āb ligger 846 meter över havet och antalet invånare är 297.
Terrängen runt Cham Āb är lite bergig.Runt Cham Āb är det ganska glesbefolkat, med 42 invånare per kvadratkilometer. Närmaste större samhälle är Īlām, 15,8 km öster om Cham Āb. Omgivningarna runt Cham Āb är i huvudsak ett öppet busklandskap.